# Llallauquén
Llallauquén (mapudungún, llagh, pedazo, mitad, y de llavquén, la parte alta de la cabeza, y equivale a decir pedazo de loma o altura)  es una localidad que está situada en la comuna de Las Cabras, Provincia de Cachapoal. Tiene 1907 habitantes. Es vecina de las localidades de Las Balsas y El Carmen.

Llallauquén.-—Aldea del departamento de Cachapoal con 638 habitantes. Está situada por los 34° 18' Lat. y 71º 29' Lon. á 114 metros sobre el nivel del Pacífico, y distante unos tres kilómetros al lado norte de la confluencia de los ríos Cachapoal y Tinguiririca y como 30 hacia el NO. de la villa de Peumo. Sus contornos son medianamente quebrados y de regular cultivo. El nombre viene de.
Francisco Solano Asta-Buruaga y Cienfuegos, Diccionario Geográfico de la República de Chile (1897) 

## Parque ecológico
Varias mujeres de la comuna se ha reunido para concientizar acerca de la ecología y tratar de formar un Parque Ecológico en el lugar.
Actualmente, la localidad es la Primera Localidad Turística Ecológica del país, ya que gracias a la Junta de Vecinos de Llallauquén en conjunto con otras entidades públicas y privadas, se logró la construcción de un Anfiteatro Ecológico a orillas del Lago Rapel.